# Cabo Touriñán
Il Cabo Touriñán è una piccola penisola che si trova nel comune di Muxía, nella comunità autonoma della Galizia, e che costituisce il punto più occidentale della Spagna continentale. Il capo è noto soprattutto per essere una meta dei pellegrini che, dopo aver raggiunto Santiago de Compostela, prolungano il Cammino fino alla costa atlantica.

## Descrizione
Il promontorio è una piccola penisola che sporge di circa 1 km nel mare e il tratto più stretto è costituito da un istmo largo 150 metri tra le coste di Balal e Cuño.
La sua altitudine massima è di 93 metri sul livello del mare e la roccia è composta da granito, la cui erosione ha causato la formazione di depositi di ciottoli, noti come coídos, e di barre pietrose, che hanno formato un isolotto come il cosiddetto A Ínsua sul lato occidentale del promontorio. 
La punta occidentale del capo, Os Buxeirados, presenta una serie di rocce che si immergono nel mare per circa 300-400 metri, note come A Laxe de Buxeirados o Bajos de Buxeirados, e che sono molte pericolose per la navigazione e causa di alcuni gravi naufragi.
Il suo paesaggio accidentato fa sì che la vegetazione del promontorio sia composta essenzialmente da canne spinose o ginestre come l'Ulex europaeus. A nord del promontorio si trovano un faro e degli edifici complementari che furono costruiti il 15 dicembre 1898.
Cabo Touriñán è anche il luogo dove, dal 21 marzo al 25 aprile e dal 13 agosto al 22 settembre, il sole tramonta più tardi che in qualsiasi altro luogo dell'Europa continentale.